# بيتزابيث أرغيلو
بيتزابيث أرغيلو (من مواليد 28 يناير 1991) هي مصارع فنزويلي حرة شاركت في مسابقة حرة 53 كجم سيدات في دورة الألعاب الأولمبية الصيفية 2016، حيث خسرت مباراة الميدالية البرونزية أمام ناتاليا سينيشين.
فازت بالميدالية الذهبية في حدثها في دورة الألعاب البوليفارية 2017 التي أقيمت في سانتا مارتا ، كولومبيا. فازت بإحدى الميداليات البرونزية في حدثها في بطولة الألعاب الأمريكية للمصارعة لعام 2022 التي أقيمت في أكابولكو ، المكسيك. فازت بالميدالية الفضية في حدثها في دورة الألعاب البوليفارية 2022 التي أقيمت في فاليدوبار ، كولومبيا. فازت بإحدى الميداليات البرونزية في حدثها في ألعاب لأمريكية الجنوبية 2022 التي أقيمت في أسونسيون ، باراغواي.
في فبراير 2024، خسرت الميدالية الذهبية في منافساتها في  بطولة أمريكا الجنوبية للمصارعة التي أقيمت في أكابولكو، المكسيك. بعدما تغلبت عليها لوسيا يبيز من الإكوادور في مباراة الميدالية الذهبية.